# Synaphosus lijun
Espèce
Synaphosus lijun est une espèce d'araignées aranéomorphes de la famille des Gnaphosidae.

## Distribution
Cette espèce est endémique du Yunnan en Chine,. Elle se rencontre dans le xian de Mengla.

## Description
Le mâle holotype mesure 2,56 mm et la femelle paratype 2,36 mm.

## Systématique et taxinomie
Cette espèce a été décrite par Lin et Li en 2023.

## Étymologie
Cette espèce est nommée en l'honneur de Li Jun, un des cent-huit brigands d'Au bord de l'eau.

## Publication originale
- Lin & Li, 2023 : « On nine ground spiders from Xishuangbanna, China (Araneae, Gnaphosidae), including two new genera and seven new species. » ZooKeys, vol. 1174, p. 141-174 (texte intégral).